# 诺罗敦·康托尔
诺罗敦·康托尔（1920年9月15日—1976年），柬埔寨政治家。他是诺罗敦王室成员，曾担任诺罗敦·西哈努克的首席顾问。曾于1962年-1964年及1965年-1966年期间两度担任柬埔寨外交部长。1962年-1966年期间，担任柬埔寨首相。1970年朗诺发动政变，他及其他王室成员被关入监狱。红色高棉掌权后，他于1976年失踪，据推测遭到红色高棉杀害。